# Heterotaxis maleolens
Heterotaxis maleolens är en orkidéart som först beskrevs av Rudolf Schlechter, och fick sitt nu gällande namn av Isidro Ojeda och Germán Carnevali. Heterotaxis maleolens ingår i släktet Heterotaxis och familjen orkidéer. Inga underarter finns listade i Catalogue of Life.